# مارینو بیفولکو
مارینو بیفولکو (انگلیسی: Marino Bifulco؛ زادهٔ ۹ اوت ۱۹۸۲) بازیکن فوتبال اهل ایتالیا است.
از باشگاه‌هایی که در آن بازی کرده‌است می‌توان به ماترا کالچو اشاره کرد.